# 狂氣古城
《狂氣古城》，是2005年由卡普空第一製作室開發，並由卡普空發行的冒險遊戲，平台為PlayStation 2。
玩家在遊戲中所扮演的角色是被困在城堡地牢籠子裡的少女費歐娜·貝利（Fiona Belli）。她不知道自己為什麼和如何被困在城堡，於是開始為找尋出口而探索城堡。
費歐娜沒有武器，逃離出現的敵人唯一方法就是逃跑和掩藏。她遇到一隻白色的德國牧羊犬「休伊（Hewie）」，她能命令休伊攻擊敵人而拖延他們的速度，不過並不能殺死他們。

## 故事大綱
費歐娜·貝利在車禍之後失去了到達城堡的記憶。她遇見城堡中的女傭，突然冒出來要求她換衣服的丹妮艾菈（Daniella）。費歐娜不知道關於城堡的任何事和她怎麼到達城堡，於是下定決心在城堡中找尋答案。在探索期間她遇到似乎想要追逐她的人，第一個是擁有巨人的身體，但頭腦只有五歲智商的城堡園丁德比利塔斯（Debilitas）。女傭丹妮艾菈是在城堡追逐她的第二個敵人，她變得完全地陷入瘋狂和開始以玻璃刀追殺費歐娜，她告訴費歐娜被追殺的原因是因為她擁有「萬能藥（Azoth）」，丹妮艾菈原來是鍊金術鍊成的複製人，被設定是完美的女性，但她沒有味覺，也無法體驗到快樂是什麼，甚至連痛感也沒有，丹妮艾菈最後在觀星台中被玻璃碎片刺穿而死。里卡多（Riccardo），城堡男管家，是第三個敵人，他和費歐娜的父親都是城主的複製人。里卡多認為費歐娜是完美的複製人後代，擁有一個完善的子宮，使他成為真正人類，所以不懈地追殺她。在遊戲結束時，她遇見最後對她解釋一切的城主羅倫佐（Lorenzo）。費歐娜不是單獨的，一隻白色的德國牧羊犬休伊，在探索期間幫助她。

## 登場人物
- 費歐娜·貝利（Fiona Belli）

一名18歲的大學生，喜愛音樂、藝術，運動不強，說話不多，很有頭腦，在危機中可顯露她的機智。陪同父母乘車時遇上車禍，醒來時已經發現自己被困在一座叫貝利城的城堡地牢籠子裡。費歐娜不知道關於城堡的任何事和她怎麼到達城堡，於是下定決心在城堡中找尋答案。
- 休伊（Hewie）

白色的雄性德國牧羊犬。由於里卡多本身是不完美的複製人，所以需要「萬能藥（Azoth）」來緩和異常的老化，而萬能藥必須從動物中抽取，所以叫德比利塔斯捉動物來提煉，因此休伊被他捉來，但費歐娜救了牠，自此休伊伴隨費歐娜左右，保護她免受傷害。
- 雨果·奧烈歐路斯·貝利（Ugo Aureolus Belli）

表面上是歐洲著名鍊金術家族貝利家族的承繼人，但真正身份是中世紀鍊金術師奧烈歐路斯·貝利第14代複製人，擁有完美的萬能藥。和來做研究拜訪的艾拉墜入愛河，但由於他是複製人，若是誕下子女，萬能藥就會進入子女身體中，所以羅倫佐不允許他們相愛。結果雨果和艾拉私奔，其後搬到美國結婚，誕下費歐娜。
- 艾拉·貝利（Ayla Belli）

大學教職員，在貝利城作研究拜訪時認識雨果，兩人墜入愛河，其後私奔，誕下費歐娜。後來在里卡多一手設計的車禍中當場身亡。
- 德比利塔斯（Debilitas）

羅倫佐和里卡多決裂之前，里卡多在當羅倫佐弟子時所製成的人工生命體，但由於技術不成熟而製作失敗，造成扭曲的德比利塔斯。
- 丹妮艾菈（Daniella）

不知道從何處被拐來的女性，被羅倫佐鍊成現在的模樣。完全喪失從前的記憶，基本上只聽羅倫佐的指示，也不能反抗里卡多。她被設定是完美的女性，但她沒有味覺，也無法體驗到快樂是什麼，甚至連痛感也沒有，亦不能生育，所以也是失敗的人造人。
- 里卡多·奧烈歐路斯·貝利（Riccardo Aureolus Belli）

城堡男管家，他在雨果私奔之後被羅倫佐急就章製成的複製人，代替雨果的位置。由於未有足夠的萬能藥，所以老化速度快。里卡多需要萬能藥來緩和異常的老化，而萬能藥必須要從生物中抽取，休伊因此被捉來。
- 羅倫佐·奧烈歐路斯·貝利（Lorenzo Aureolus Belli）

貝利城城主，90歲，奧烈歐路斯·貝利第13代複製人，創造了雨果和里卡多。羅倫佐、雨果和里卡多，雖說可以稱為有血緣的親人，實際上全都是同一個人物。年齡非常大，視力衰退，腳萎縮，坐著輪椅的生活。
- 奧烈歐路斯·貝利（Aureolus Belli）

15世紀的鍊金術師，他成功提鍊出萬能藥，發現長生不死的方法。只要將自己複製，再將自己的記憶、知識傳到新的複製人身上，就可以永遠活下去，他將之稱之為“真理”。

## 外部連結
- 狂氣古城官方網站 （页面存档备份，存于）
- 狂氣古城哈啦板